# Заринское (Кемеровская область)
Зари́нское — село в Беловском районе Кемеровской области. Входит в состав Старопестеревского сельского поселения.

## География
Центральная часть населённого пункта расположена на высоте 291 метра над уровнем моря.

## Население
По данным Всероссийской переписи населения 2010 года, в селе Заринское проживает 579 человек (267 мужчин, 312 женщин).